# 11. ceremonia wręczenia nagród Brytyjskiej Akademii Filmowej
11. ceremonia rozdania nagród Brytyjskiej Akademii Sztuk Filmowych i Telewizyjnych.
 Najwięcej statuetek otrzymały filmy Most na rzece Kwai i Książę i aktoreczka (po 4).

## Laureaci
Laureaci oznaczeni są wytłuszczeniem

### Najlepszy film
- Most na rzece Kwai
- Dwunastu gniewnych ludzi
- 15:10 do Yumy
- Wieczór kawalerski
- Człowiek, który pokonał strach
- Córeczka
- That Night!
- Gwiazda szeryfa
- Windom’s Way
- Ścieżki chwały
- Droga do miasta
- Ten, który musi umrzeć
- Bóg jeden wie, panie Allison
- Brama bzów
- Książę i aktoreczka
- Ucieczka skazańca

### Najlepszy aktor
- Henry Fonda − Dwunastu gniewnych ludzi
- Sidney Poitier − Człowiek, który pokonał strach
- Ed Wynn − The Great Man
- Robert Mitchum − Bóg jeden wie, panie Allison
- Pierre Brasseur − Brama bzów
- Tony Curtis − Słodki smak sukcesu
- Richard Basehart − Time Limit
- Jean Gabin − Czarny rynek w Paryżu

### Najlepszy brytyjski aktor
- Alec Guinness − Most na rzece Kwai
- Trevor Howard − Manuela
- Laurence Olivier − Książę i aktoreczka
- Michael Redgrave − Czas bez litości
- Peter Finch − Windom’s Way

### Najlepsza aktorka
- Simone Signoret − Czarownice z Salem
- Katharine Hepburn − Zaklinacz deszczu
- Joanne Woodward − Trzy oblicza Ewy
- Augusta Dabney − That Night!
- Eva Marie Saint − Kapelusz pełen deszczu
- Marilyn Monroe − Książę i aktoreczka
- Lilli Palmer − Anastasia - Die letzte Zarentochter

### Najlepsza brytyjska aktorka
- Heather Sears − The Story of Esther Costello
- Deborah Kerr − Herbata i współczucie
- Sylvia Syms − Kobieta w szlafroku

### Najlepszy brytyjski film
- Most na rzece Kwai
- Książę i aktoreczka
- Córeczka
- Windom’s Way

### Najlepszy brytyjski scenariusz
- Pierre Boulle − Most na rzece Kwai